# Żeleźnikowa Wielka

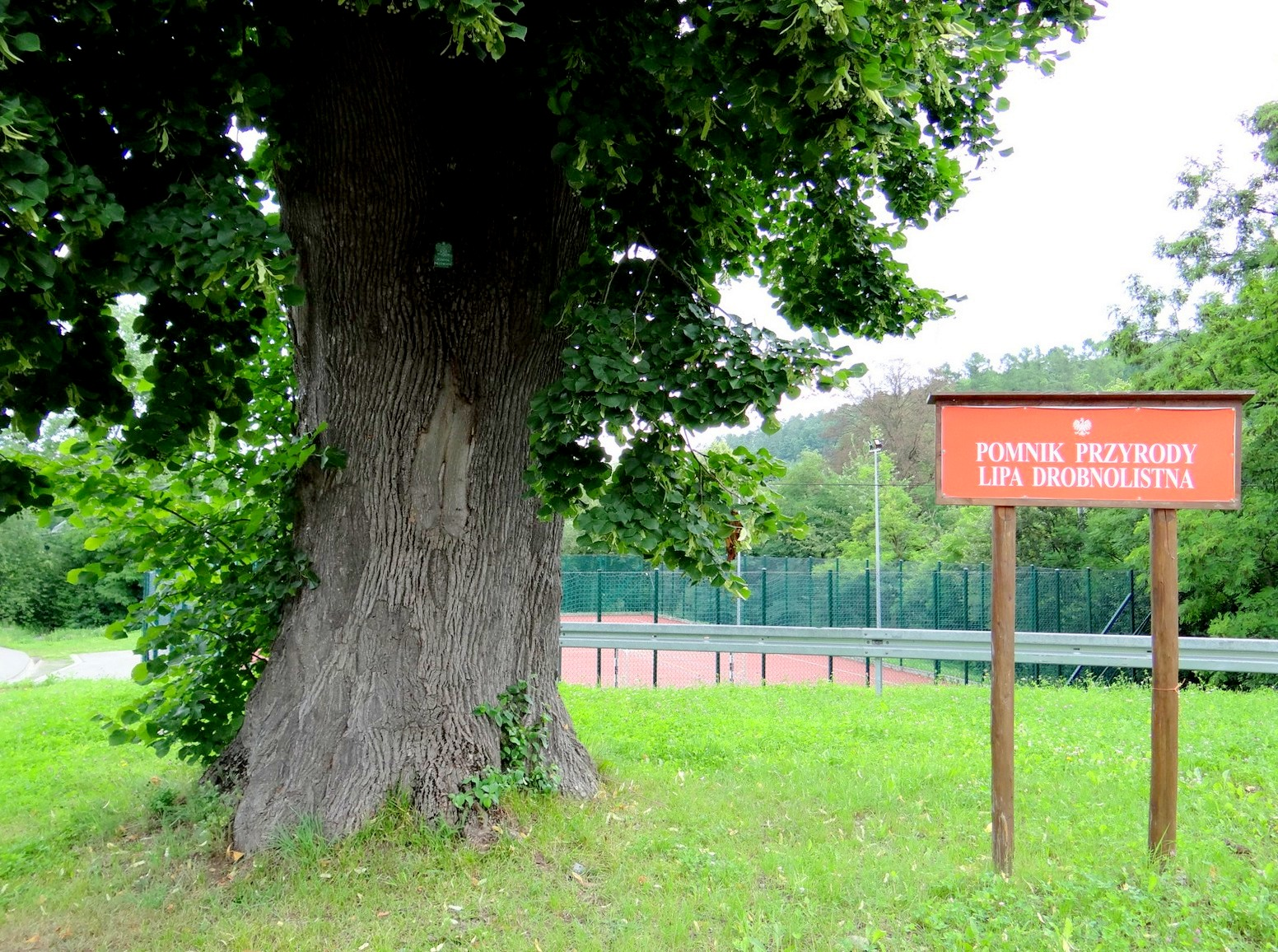
Pomnikowa lipa

Żeleźnikowa Wielka – wieś w Polsce, położona w województwie małopolskim, w powiecie nowosądeckim, w gminie Nawojowa.

## Nazwa
Nazwę miejscowości w zlatynizowanej staropolskiej formie Zelesznik Magna wymienia w latach 1470–1480 Jan Długosz w księdze Liber beneficiorum dioecesis Cracoviensis.

## Historia
W 1595 roku wieś położona w powiecie sądeckim województwa krakowskiego była własnością miasta Nowego Sącza.
W latach 1975–1998 wieś administracyjnie należała do województwa nowosądeckiego.
Jej najwyższa (ponad 600 m n.p.m.) południowa część leży w otulinie Popradzkiego Parku Krajobrazowego. Z najwyższych partii wsi widok na całą panoramę Kotliny Sądeckiej.

## Zabytki
Obiekt wpisany do rejestru zabytków nieruchomych województwa małopolskiego.
- Neogotycki kościół parafialny pw. św. Michała Archanioła

### Inne zabytki
Na terenie wsi znajdują się dwa pomniki przyrody: lipa drobnolistna o obwodzie pnia 380 cm oraz jałowiec w formie drzewiastej.

## Integralne części wsi
| SIMC    | Nazwa             | Rodzaj    |
| ------- | ----------------- | --------- |
| 0455870 | Kącina            | część wsi |
| 0455887 | Zagórze Popowskie | część wsi |

## Osoby związane z miejscowością
- Józef Słaby, polski duchowny katolicki, misjonarz w Argentynie.